# Focke-Wulf Fw 238
O Focke-Wulf Fw 238 foi um projecto da Focke-Wulf para a concepção de um bombardeiro pesado de longo alcance. Foi desenvolvido sob as mesmas especificações que o Ta 400 e o Ju 390. Seria uma aeronave construída quase na totalmente em madeira, com uma fuselagem longa, monoplano, com quatro motores BMW 803, e um cockpit com muita superfície vidrada para permitir à tripulação ver o seu alvo. Várias versões desta aeronave foram idealizadas, porém o projecto foi cancelado pelo Ministério da Aviação do Reich, que insistia que a Luftwaffe não necessitava de um bombardeiro de longo alcance.